# Viện Công nghệ Thông tin Bộ Quốc phòng Việt Nam
Viện Công nghệ thông tin là đơn vị trực thuộc Viện Khoa học và Công nghệ Quân sự, thực hiện nhiệm vụ nghiên cứu và phát triển về lĩnh vực công nghệ thông tin cho Quân đội, đào tạo các cán bộ các chuyên gia đầu ngành về lĩnh vực công nghệ thông tin cho Bộ Quốc phòng Việt Nam.

## Lịch sử hình thành
Tiền thân là Phòng Toán – Máy Tính thuộc viện kỹ thuật quân sự, thành lập vào ngày 15 tháng 4 năm 1974.
Năm 1976, phát triển thành phân viện Toán – Máy tính.
Từ 1981 – tháng 5 năm 2000, Trung tâm Toán – Máy tính hợp nhất với Trung tâm Điện tử tin học thành phân viện công nghệ thông tin rồi hợp nhất với phân viện chiến tranh thông tin thành Viện công nghệ thông tin trực thuộc Viện Khoa học và Công nghệ quân sự Bộ Quốc phòng.

## Lãnh đạo hiện nay
- Viện trưởng: Đại tá TS Đỗ Việt Bình
- Chính trị viên: Thượng tá ThS Lê Minh Đức
- Phó Viện trưởng: Đại tá TS Đặng Thanh Quyền
- Phó Viện trưởng: Đại tá TS Nguyễn Đức Định
- Phó Viện trưởng/ Chỉ huy trưởng CS phía Nam: Thượng tá ThS Huỳnh Huy Cường

## Tổ chức

### Đơn vị
- Phòng Bảo đảm toán học
- Phòng Địa lý quân sự
- Phòng Kỹ thuật hệ thống
- Phòng Hệ thống quản lý điều hành
- Phòng Công nghệ tri thức
- Phòng Phân tích và xử lý tín liệu
- Phòng Thiết bị chuyên dụng
- Phòng Phần mềm chuyên dụng
- Phòng Tích hợp hệ thống huấn luyện
- Phòng Hệ thông tin chỉ huy tham mưu

### Cơ quan
- Ban Chính trị
- Ban Kế hoạch
- Ban Hành chính Hậu cần
- Ban Tài chính
- Phòng Tích hợp thông tin quân sự
- Phòng Số hóa điều khiển
- Ban Bảo đảm tổng hợp

## Giám đốc, Viện trưởng qua các thời kỳ
- Đại tá Nguyễn Lãm – Giám đốc đầu tiên của trung tâm Toán – Máy tính
- Đại tá Chu Việt Cường
- Đại tá Nguyễn Quang Bắc – nguyên Thiếu tướng, Phó Chủ nhiệm Tổng cục Kỹ thuật
- Đại tá Lê Quang Đức
- Đại tá TS. Đỗ Việt Bình – nay

## Chính ủy, Chính trị viên qua các thời kỳ
- Đại tá Thái Ngọc Thức
- Đại tá Hoàng Tuyên – nguyên Thiếu tướng, Chính Uỷ Viện KHCNQS
- Đại tá Nguyễn Tấn Định
- Đại tá Nguyễn Chí Đức
- Đại tá Hoàng Đức Hiển
- Thượng tá Lê Minh Đức – nay